# Tietelsen
Tietelsen ist ein Stadtteil von Beverungen im Kreis Höxter, Nordrhein-Westfalen.

## Geschichte

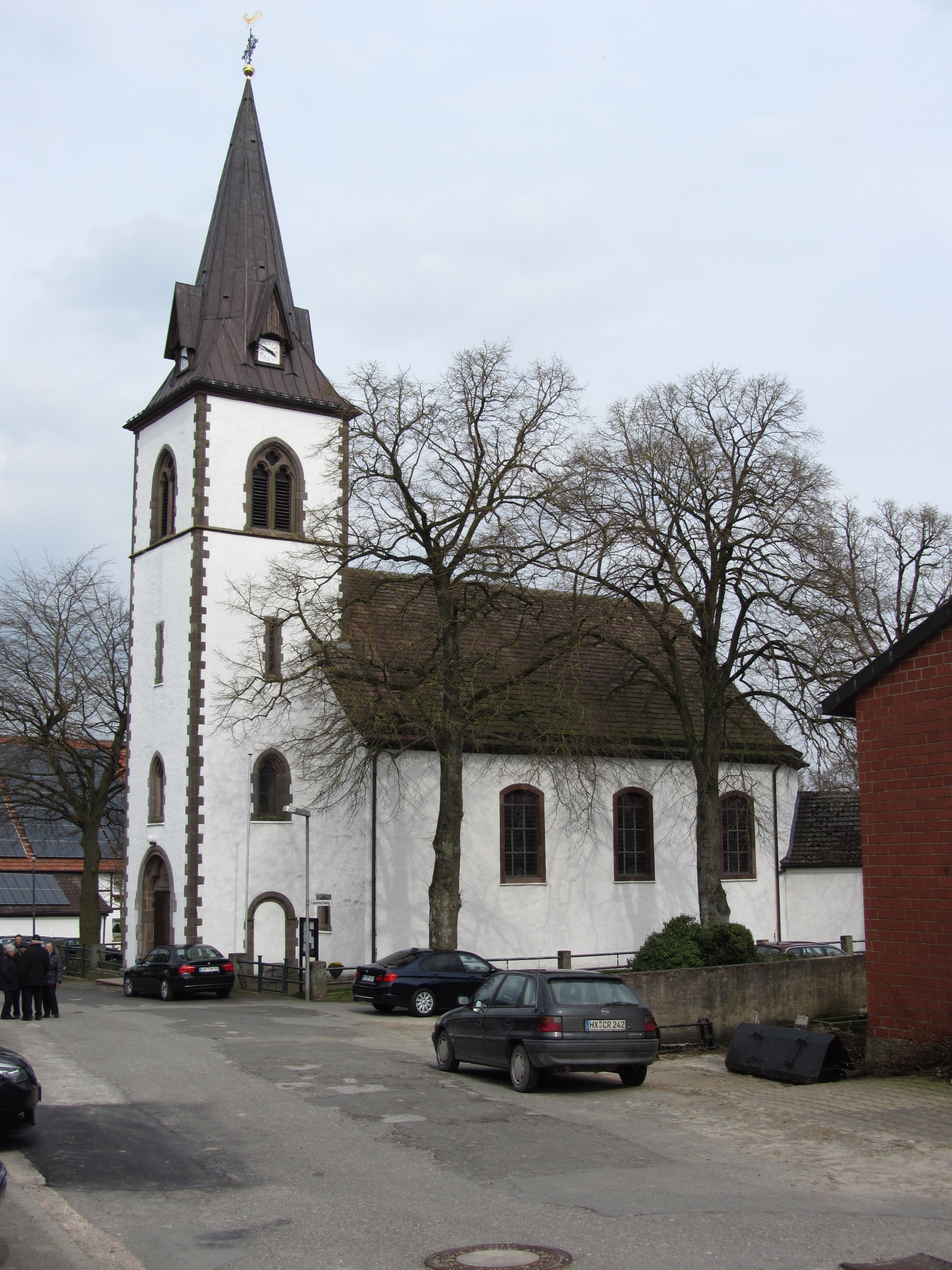
Kirche

Tietelsen gehörte bis zu den Napoleonischen Kriegen zur Richterei Borgholz im Hochstift Paderborn. Im Königreich Westphalen bildete Tietelsen von 1807 bis 1813 eine Gemeinde im Kanton Beverungen des Distrikts Höxter im Departement der Fulda und fiel dann an Preußen. 1816 kam die Gemeinde zum neuen Kreis Höxter, in dem sie zum Amt Beverungen gehörte. Am 1. Januar 1970 wurde Tietelsen durch das Gesetz zur Neugliederung des Kreises Höxter in die Stadt Beverungen eingegliedert.
Von 1963 bis 1993 unterhielt das in Brakel stationierte 43. belgische Artilleriebataillon in Tietelsen eine mobile Flugabwehrraketenstellung vom Typ MIM-23 HAWK.

## Bauwerke
Die dem Hl. Bartholomäus gewidmete katholische Pfarrkirche von Tietelsen geht vermutlich auf eine Gründung der Mutterpfarre Eddessen zurück, ein Pfarrer ist erstmals für das Jahr 1337 genannt. Während des Dreißigjährigen Kriegs war die Kirche „ruiniert und verdorben“, 1801 wurde die wiederaufgebaute Kirche durch ein Unwetter zerstört und bis 1802 durch einen Neubau als dachreiterbekrönte Saalkirche ersetzt, 1807 erhielt sie ihre liturgische Einrichtung aus den säkularisierten Klosterkirchen von Böddeken und Hardehausen, 1902 erfolgte der Bau des Kirchturms.

## Söhne der Gemeinde
- Clemens Menze (1928–2003), deutscher Pädagoge und Universitätsrektor
- Anton Johannes Waldeyer (1901–1970), deutscher Anatom